# تمشک سیاه
تمشک سیاه (نام علمی: Rubus occidentalis) نام یک گونه از سرده تمشک است.